# Scary Movie 5
Scary Movie 5 ist eine US-amerikanische Horrorkomödie des Regisseurs Malcolm D. Lee aus dem Jahr 2013 mit Ashley Tisdale in der Hauptrolle. Es handelt sich hierbei um den fünften Teil der Scary-Movie-Filmreihe und wurde – wie die vorherigen Filme auch – von Dimension Films produziert. Er erschien erst sieben Jahre nach dem vierten Teil. Dies ist somit die längste Pause zwischen zwei Scary Movie-Filmen. Der Kinostart in den Vereinigten Staaten war der 12. April, in Deutschland der 25. April 2013.

## Handlung
Zu Beginn sieht man das Haus von Charlie Sheen, in dem dieser mit Lindsay Lohan ein Sex-Tape dreht. Nach dem Sex nimmt ein Dämon Besitz von Lindsay, woraufhin sie Charlie tötet.
Einige Monate später findet man Charlies Kinder in einer Hütte im Wald. Diese werden von Onkel Dan und seiner Frau Jody aufgenommen. Um eine Verbindung mit den Kindern aufzubauen, fängt Jody mit Ballett an und bekommt die Hauptrolle in der neuen Inszenierung von Schwanensee. Nach einiger Zeit gehen im Haus merkwürdige Dinge vor sich. Jody erfährt, dass Mama, die Mutter der Kinder, dafür verantwortlich ist. Infolgedessen bestellt sie einen Geisterfänger, der sich jedoch als Betrüger herausstellt. Erst durch Dom Kolb, einen Traumexperten, erkennt sie, dass sie das Buch des Bösen braucht, um Mama aufhalten zu können. Nebenbei gibt es noch eine Orgie zwischen diversen Reinigungsmaschinen.
Mit Hilfe von Kendra, ihrer besten Freundin, gelingt es ihr, an das Buch zu kommen. Als Mama die Kinder zum Abgrund führt, taucht Jody auf, um sie mit dem Buch vom Dämonen zu befreien. Doch Mama verhindert dies. Die Kinder merken, dass Jody sie liebt, und schubsen Mama die Klippe runter, welche daraufhin in einen Pool auf einem Schiff fällt und von Snoop Doggs Hai gefressen wird.
Am Ende sieht man die Aufführung von Schwanensee, in der Kendra von Jody die Rolle der Schwanenkönigin bekommt und, anstatt Ballett zu tanzen, strippt.
Postkreditszene
Es stellt sich heraus, dass Charlie alles nur geträumt hat. Dom Kolb erzählt ihm, dass er gleich mit Lindsay Lohan Sex haben werde. Plötzlich kracht ein Wagen in das Zimmer und überfährt Charlie. Lindsay entpuppt sich als Fahrerin, wirft die Schlüssel Dom Kolb zu und verschwindet.

## Produktion

### Drehbuch
Angeblich versuchte das Studio über den Zeitraum von drei Jahren David Zucker, der in Scary Movie 3 und Scary Movie 4 Regie führte, davon zu überzeugen, die Regie auch bei diesem Projekt zu übernehmen. Man wurde sich letztlich einig, dass Zucker nicht Regie führen, aber das Drehbuch schreiben würde. Als Regisseur wurde Malcolm D. Lee verpflichtet.
Zucker begann damit, ein bereits von Stephen Leff, John Aboud und Michael Colton verfasstes Drehbuch umzuschreiben. Dabei arbeitete er zunächst mit dem Regisseur Lee, später mit Pat Proft zusammen.
Ursprünglich sollte Scary Movie 5 eine Parodie auf den Film Scream 4 werden. Diese Idee wurde jedoch fallengelassen, nachdem sich Scream 4 nicht als der erhoffte Publikumserfolg herausgestellt hatte. Als Besonderheit wurde der Film Evil Dead parodiert, obwohl dieser lediglich eine Woche vor Scary Movie 5 in den Kinos angelaufen war. Möglich wurde dies, da das Filmteam Zugriff auf das Drehbuch von Evil Dead erlangt hatte.
Parodierte Vorlagen
- Ghost Movie
- Inception[5][6]
- Evil Dead[3][6]
- Mama[6]
- Shades of Grey[7]
- Paranormal Activity[5]
- The Cabin in the Woods[6]
- Planet der Affen: Prevolution[6]
- Black Swan[5][6]
- Sinister[6]
- Insidious[6]
- The Help[8]
- Ted
- Stuart Little

### Besetzung und Filmstab
Das Filmstudio bot Marlon, Keenen Ivory und Shawn Wayans, die für den ersten Teil der Scary-Movie-Filmreihe verantwortlich waren an, auch diesen Teil der Serie zu realisieren, was diese jedoch ablehnten.
Die Hauptrolle sollte ursprünglich wieder von Anna Faris übernommen werden, die diese bereits in den vorherigen Filmen gespielt hatte. Sie stand allerdings für den Film nicht zur Verfügung, da sie zum Zeitpunkt der Dreharbeiten schwanger war. Im Juni 2012 wurde verkündet, dass Ashley Tisdale sie ablösen werde.
Die Schauspieler Regina Hall, Kevin Hart und Anthony Anderson, die bereits in den Vorgängerfilmen gespielt hatten, lehnten Angebote für Scary Movie 5 ab.
Für die Rolle des Dan war zunächst Craig Bierko vorgesehen, bevor die Rolle an Simon Rex vergeben wurde.
Lindsay Lohan, Charlie Sheen, Snoop Dogg, Mike Tyson, Mac Miller, Sheree Whitfield und Big Ang stellen sich im Film selbst dar. Außerdem ist Kendra Wilkinson in einer aus dem fertigen Film entfernten Szene als Sklavin von Christian Grey zu sehen.

### Dreharbeiten
Die Dreharbeiten fanden vom 4. September 2012 bis zum 26. Oktober 2012 statt.
Vom 18. Februar 2013 bis zum 1. März 2013 fanden umfangreiche Neuaufnahmen statt, bei denen David Zucker Regie führte. Angeblich bestand der fertige Film zu etwa 60 % aus Material, das bei den Neuaufnahmen entstanden war. Auf den endgültigen Schnitt hatte Regisseur Lee keinen Einfluss mehr, da er bereits mit einem neuen Projekt beschäftigt war.

### Synchronisation
Die deutsche Synchronisation entstand unter dem Dialogbuch von Marius Clarén und der Dialogregie von Sven Hasper durch die Synchronfirma Interopa Film GmbH in Berlin.
| Rolle           | Darsteller           | Synchronsprecher         |
| --------------- | -------------------- | ------------------------ |
| Jody Sanders    | Ashley Tisdale       | Esra Vural               |
| Dan             | Simon Rex            | Julien Haggège           |
| Maria           | Lidia Porto          | Iris Artajo              |
| Ja’ Marcus      | Snoop Dogg           | Jan-David Rönfeldt       |
| D’Andre         | Mac Miller           | Tim Knauer               |
| Kendra Brooks   | Erica Ash            | Kaya Marie Möller        |
| Heather Daltry  | Molly Shannon        | Claudia Urbschat-Mingues |
| Erzähler/Caesar | Josh Robert Thompson | David Nathan             |
| Martin Jacobs   | Terry Crews          | Tobias Kluckert          |
| David           | Tyler Posey          | Jan Makino               |
| Mia             | Sarah Hyland         | Luisa Wietzorek          |
| Eric            | Bow Wow              | Nico Sablik              |
| Natalie         | Katrina Bowden       | Anne Helm                |
| Blaine Fulda    | Katt Williams        | Marcel Collé             |
| Charlie Sheen   | Charlie Sheen        | Benjamin Völz            |
| Lindsay Lohan   | Lindsay Lohan        | Maria Koschny            |
| Christian Grey  | Jerry O’Connell      | Sven Hasper              |
| Mike Tyson      | Mike Tyson           | Tilo Schmitz             |

Die Anspielungen auf die Fernsehserie Ich bin ein Star – Holt mich hier raus! existieren nur in der deutschen Synchronfassung. Im Original beziehen sich die entsprechenden Szenen auf die in Deutschland weniger bekannte Reality-TV-Serie Hier kommt Honey Boo Boo.

### Uraufführung
Die Premiere des Films fand am 11. April 2013 in Los Angeles statt. In Deutschland startete der Film am 25. April 2013 in den Kinos.

## Nachwirkung

### Finanzieller Erfolg
Scary Movie 5 entstand mit einem Budget von geschätzten 20 Millionen US-Dollar, welches er in den Vereinigten Staaten in den ersten beiden Wochen wieder einspielte. Die Gesamteinnahmen aus der Kinoverwertung summierten sich in den Vereinigten Staaten auf ca. 32 Mio. US-Dollar, im Rest der Welt auf ca. 41 Mio. US-Dollar.

### Zeitgenössische Kritik
Die Welt bemerkte, dass der „Humor nicht jedermanns Sache ist“. Der Aufbau wirke „episodenhaft zusammengestückelt“ und es käme zu „endlosen Wiederholungen einiger Ideen“. Man kam zu dem Schluss, die „Höhepunkte sind rar gesät“ und der Film sei daher „eher nur eingefleischten Fans der Reihe zu empfehlen“.
Die Süddeutsche Zeitung schrieb, „Scary Movie 5 macht das Gleiche wie jedes Scary Movie davor“ und sei „inzwischen fast ein altmodischer Spaß“.
Andreas Busche nannte Scary Movie 5 in der Zeit eine „mittelwitzige Konfektionsware vom Reißbrett“.
Das Lexikon des internationalen Films stellte fest, der Film sei „dramaturgisch völlig zerfasert“ und das „Gag-Niveau weitgehend unterirdisch“.

## Auszeichnungen
| Jahr | Preis            | Kategorie                                      | Träger                          | Ergebnis  |
| ---- | ---------------- | ---------------------------------------------- | ------------------------------- | --------- |
| 2014 | Goldene Himbeere | Schlechteste Nebendarstellerin                 | Lindsay Lohan                   | Nominiert |
| 2014 | Goldene Himbeere | Schlechtestes Leinwandpaar                     | Lindsay Lohan und Charlie Sheen | Nominiert |
| 2014 | Goldene Himbeere | Schlechtestes Prequel, Remake oder Fortsetzung |                                 | Nominiert |